# Órganos articulatorios del lenguaje
En fonética articulatoria, los órganos articulatorios del lenguaje son las partes del cuerpo humano que intervienen en la producción de sonidos. Estas partes se encuentran principalmente en la boca y faringe, como la lengua, los labios, la laringe y la glotis.

## Articuladores activos y articuladores pasivos
Los órganos articulatorios se dividen en articuladores activos y articuladores pasivos. Los activos son aquellos que están en movimiento durante la producción del sonido. Los pasivos por el contrario, son aquellos que durante la producción del sonido permanecen inmóviles.
Los órganos articuladores activos al moverse utilizan los órganos articuladores pasivos para formar una obstrucción, y al pasar el aire se producen sonidos.
La boca es el espacio donde se encuentran la mayoría de los órganos articulatorios. En ella encontramos:
- Los labios, que se encuentran en el exterior de la boca y forman la apertura a ella. Son órganos móviles que están compuesto de dos partes, el labio superior (órgano articulador pasivo) y el labio inferior (órgano articulador activo).
- El paladar, que es un órgano articulatorio que limita por encima la cavidad bucal y separa la cavidad oral de la cavidad nasal. Está dividido en dos partes, ambas recubiertas por tejido epitelial: el paladar duro, formado por el hueso maxilar y el hueso palatino, y el paladar blando, formado por músculos. En el paladar duro hay dos partes importantes, la papila incisiva y los pliegues palatinos transversos. Cuando pronunciamos consonantes como la [r] o la [l] ejercemos presión de la lengua sobre esta zona.
- Los dientes son huesos especializados enclavados en el hueso maxilar y el hueso palatino que forman parte de la mandíbula. Están recubiertos por las encías que es un tejido parecido al tejido epitelial. Con la presión de la lengua en los dientes podemos pronunciar letras como la [t]. El choque del aire con los dientes hace se produzca la consonante [s].
- La úvula es un tejido muscular que se encuentra entre la boca y la garganta. Se encuentra al final del paladar blando y con ella se pueden producir sonidos uvulares, típicos de lenguas como el francés o el árabe. La lengua francesa tiene una consonante vibrante uvular que, se articula con el dorso de la lengua en la úvula.
- La lengua es uno de los órganos articulatorios más importantes puesto que es un músculo con gran capacidad de movimiento. Se puede dividir en varias partes:
  - Ápice de la lengua: es la parte delantera de la lengua, la punta. Con ella podemos pronunciar sonidos como la consonante vibrante múltiple [r] de perro, la vibrante simple [ɾ]  de para, y consonantes nasales como la [n] nunca.
  - Predorso de la lengua: es la parte anterior del dorso de la lengua. Con ella podemos producir sonidos como la consonante obstruyente fricativa alveolar [s].
  - Medio dorso de la lengua: es la parte delantera en la que se encuentran las papilas gustativas.
  - Postdorso de la lengua: es la parte final de la lengua. Durante la pronunciación de consonantes velares toca el velo del paladar.

Hay cuatro movimientos diferentes que hace la lengua y afectan a la pronunciación de las palabras: extensión, elevación, lateralización y peristaltismo.

## Aparato respiratorio
El aparato respiratorio también es importante a la hora de la producción de sonidos ya que se encarga de crear la corriente de aire que al ser obstruida produce los sonidos. Incluye:
- La fosas nasales, espacio estrecho recubierto de mucosa que se extiende desde los orificios nasales hasta el punto de paso hacia la faringe. Es el primer órgano del aparato respiratorio y tiene la función de entrada y salida del aire.
- La laringe es un órgano del aparato respiratorio que se sitúa entre la faringe y la tráquea. Es uno de los aparatos fundamentales para la fonación ya que en ella se encuentran las cuerdas vocales. Dentro de la laringe podemos distinguir dos grupos de músculos:
  - Músculos  intrínsecos:  son los que producen el movimiento en las cuerdas vocales.
  - Músculos extrínsecos (entre ellos el tirohioideo): se encargan del movimiento propio de la laringe.
- La faringe es una cavidad que se alarga desde la boca hasta el esófago. Se une al aparato respiratorio a través de la laringe y tiene diferentes funciones, entre ellas la respiratoria ya que cuando respiramos el aire pasa por la faringe hasta los pulmones, esta función está relacionada con la fonación ya que con el resto de órganos ayuda a la emisión de sonido.
- La tráquea conecta la nariz y la boca con los pulmones y los bronquios.
- Los bronquios son unos conductos ramificados que comienzan en la tráquea y llegan hasta los pulmones, donde llevan el aire.
- Los pulmones son los órganos que se encargan de transportar el oxígeno a la sangre y la posterior eliminación del dióxido de carbono.
- El diafragma es el músculo que se encarga de mover los pulmones. Tiene la capacidad de contraerse cuando inspiramos y aumentar el tamaño del tórax.

## Puntos de articulación del habla

### Articulación labial
Cuando articulamos consonantes labiales el punto de articulación se encuentra en los labios, (labios superiores, labios inferiores o, los dientes superiores). Podemos distinguir diferentes puntos de articulación dependiendo de los órganos que entren en acción para su pronunciación:
- Consonantes bilabiales: el punto de articulación se encuentra en la unión del labio superior e inferior. Incluyen por ejemplo las consonantes [p], [b] y [m].
- Consonantes labiovelares: el punto de articulación se encuentra a la vez en el velo del paladar y en los labios. Son poco frecuentes.
- Consonantes labioalveolares: son las que aparecen articuladas en los alvéolos y los labios.
- Consonantes labiodentales: se articulan juntando el labio inferior y los dientes superiores, por ejemplo la [f].

### Articulación coronal
Las consonantes coronales se articulan en la parte delantera de la lengua. Hay varios puntos de articulación:
- Dental: durante la pronunciación de estas consonantes se produce una aproximación del ápice de la lengua y la parte superior de los incisivos superiores. Podemos destacar consonantes como [t], [d], [n] o [l].
- Interdental: en estas consonantes se produce una aproximación del ápice de la lengua entre los incisivos superiores e inferiores, como en [θ].
- Retroflejo: durante la pronunciación de las consonantes con esta característica el ápice de la lengua se aproxima a la parte superior de los alvéolos.
- Alveolar: este punto de articulación se produce al aproximar la parte anterior de la lengua a los alveolos.

### Articulación dorsal
La articulación dorsal es el punto de articulación del lenguaje en el que el dorso de la lengua se aproxima a diferentes órganos como el paladar o la úvula. Podemos distinguir diferentes puntos de articulación con respecto a este lugar:
- Palatal: durante la pronunciación de estas consonantes el dorso de la lengua se aproxima al paladar duro. Son consonantes palatales [ʝ] o [ʎ].
- Velar: durante su articulación se produce una aproximación de la parte dorsal de la lengua al velo del paladar. Las consonantes velares por excelencia son [k], [g] y [x].
- Uvular: se produce por aproximación de la parte anterior de la lengua y la úvula. El idioma francés tiene una vibrante uvular.

### Articulación radical
Las consonantes radicales son aquellas que se articulan con la raíz de la lengua, que se encuentra en la garganta. Incluyen las consonantes faríngeas, en las que la raíz de la lengua se aproxima a la pared de la faringe.

### Articulación glotal
Este punto de articulación tiene la característica que, durante su pronunciación se produce el cierre de la glotis.

## Enfermedades que afectan a la fonación
Existen diferentes enfermedades que podemos tener en nuestros órganos articulatorios y que impidan la fonación.
Una de las enfermedades más características que impiden la fonación es la afonía, que es una enfermedad que produce la pérdida de la voz temporalmente. Sus causas pueden ser diversas, una de las más comunes es haber estado forzando la voz, hablando con un volumen bastante alto o durante un periodo bastante prolongado de tiempo. Aunque, la afonía también se puede dar por el frío en la garganta ya sea ingesta de bebidas frías o haber estado un tiempo prolongado en exposición al frío. También puede aparecer la afonía por la presencia de una faringitis, amigdalitis o tos.
También podemos encontrar la disfonía que es lo comúnmente llamado ronquera. Las causas de esta pueden ser las mismas que las de la afonía.
Como casos más extremos también podemos destacar los nódulos y los pólipos de las cuerdas vocales esto son, crecimientos de células en las cuerdas vocales, algunos pueden ser cancerosos (tumores) y otros pueden ser benignos pero haber aparecido por el uso excesivo de la voz. Estos pólipos y nódulos pueden producir ronquera o afonía, dolor en el cuello, voz áspera, etc.